# LKT Team Brandenburg

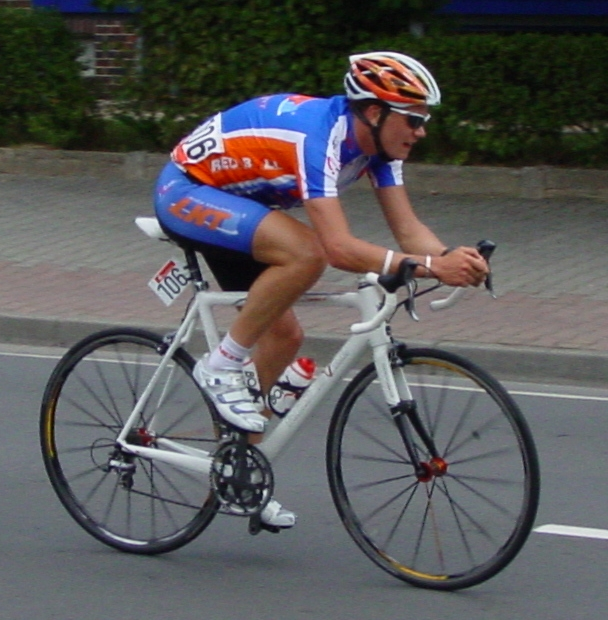
Imatge de Martin Reimer, ciclista de l'equip alemany.

El LKT Team Brandenburg (codi UCI: LKT) és un equip ciclista alemany, de ciclisme en ruta. Creat al 2008, té categoria continental.

## Principals resultats
- Tour de Berlín: Franz Schiewer (2009), Nikias Arndt (2012)
- Memorial Henryk Łasak: Stefan Schäfer (2009)
- Copa dels Carpats: Mathias Belka (2009)
- Tour d'Alanya: Nikias Arndt (2010)
- Volta a Grècia: Stefan Schäfer (2011)

### A les grans voltes
- Giro d'Itàlia
  - 0 participacions

- Tour de França
  - 0 participacions

- Volta a Espanya
  - 0 participacions

## Classificacions UCI
L'equip participa en les proves dels circuits continentals i principalment en les curses del calendari de l'UCI Europa Tour.
UCI Àfrica Tour
| Temporada | Classificació per equips | Millor ciclista en la classificació individual |
| --------- | ------------------------ | ---------------------------------------------- |
| 2009      | 17è                      | Henning Bommel (90è)                           |

UCI Amèrica Tour
| Temporada | Classificació per equips | Millor ciclista en la classificació individual |
| --------- | ------------------------ | ---------------------------------------------- |
| 2012      | 38è                      | David Bartl (231è)                             |

UCI Europa Tour
| Temporada | Classificació per equips | Millor ciclista en la classificació individual |
| --------- | ------------------------ | ---------------------------------------------- |
| 2008      | 81è                      | Roger Kluge (319è)                             |
| 2009      | 43è                      | Mathias Belka (123è)                           |
| 2010      | 47è                      | Stefan Schäfer (150è)                          |
| 2011      | 49è                      | Nikias Arndt (150è)                            |
| 2012      | 63è                      | Nikias Arndt (125è)                            |
| 2013      | 81è                      | Jonas Koch (294è)                              |
| 2014      | 69è                      | Stefan Schäfer (254è)                          |
| 2015      | 106è                     | Willi Willwohl (384è)                          |
| 2016      | 91è                      | Max Kanter (536è)                              |
| 2017      | 113è                     | Robert Kessler (763è)                          |